# Moje skrzydła
Moje skrzydła è l'album di debutto della cantante polacca Maja Kraft, pubblicato il 16 ottobre 2000 su etichetta discografica Zic Zac, parte del gruppo della BMG Poland.

## Tracce
1. Moje skrzydła – 3:26
2. Twoja magia – 3:19
3. Nauczyłam się kochać – 3:33
4. Mój karnawał – 3:45
5. Nie przestanę – 3:32
6. Dwie pory roku – 4:23
7. Zatrzymam ten dzień – 4:44
8. Między nocą a dniem – 3:14
9. Coś o tobie – 4:39
10. Londyn, Paryż, Rzym – 5:06
11. Tylko wiatr – 4:44
12. Twoja magia (versione estesa) – 4:50